# Hérofilos
Hérofilos (335 př. n. l., Chalkédón – 280 př. n. l.) byl řecký lékař, jeden z nejslavnějších představitelů Alexandrijské lékařské školy. Vynikl hlavně jako anatom a zakladatel lékařské školy Hérofilovců. Byl prvním vědcem, který systematicky prováděl pitvy lidských mrtvol, prováděl vivisekce na zločincích a činil anatomicko-patologické výzkumy. Nejvíce zkoumal nervovou soustavu a činnost tepu.

## Život
Vyrostl na ostrově Kós, kde studoval u Praxagora z Kósu v lékařské škole víc než 100 let po Hippokratovi. Byl Ptolemaiem I. pozván, aby působil v Múseionu v Alexandrii. Zde založil lékařskou školu, jež se stala významnou součástí Múseionu. Zřetelně ukázal prospěšnost v rozvoji vědecké anatomie a jeho výzkumy významně posunuly studium anatomie.
Herofilos získal velkou prestiž jako odborník a učitel medicíny. Pravděpodobně napsal nejméně jedenáct spisů, z čehož tři se týkaly anatomie, jeden oftalmologie, jeden porodnictví, dva týkající se pulzu a terapie, jeden o dietetice a jednu polemiku proti všeobecně vžitým názorům, se kterými nesouhlasil. Herofilos se domníval, že život ovládají čtyři síly nebo mohutnosti: vyživující (sídlo v játrech), zahřívající (sídlo v srdci), myslící (sídlo v mozku) a cítící (sídlo v srdci).
Studoval především anatomii mozku, očí, nervového a cévního systému a pohlavních orgánů. Výsledky jeho studia mozku ukázaly, že se jedná o orgán vnímání a o centrum myšlení. Rozeznával mozek od mozečku a demonstroval vznik a průběh nervů z mozku a z míchy. Dále prokázal čtvrtou mozkovou komoru a tři mozkové pleny. Pozoroval, že nervy vycházejí z mozku. To mu umožnilo zodpovědět otázku položenou Praxagorem: jaký orgán hýbe končetinami. Praxagoras a Diocles se domnívali, že hybnou sílu udávají artérie a vény. Herofilos zjistil, že prostřednictvím nervů se končetiny pohybují. Rozeznával také motorické a senzorické nervy.

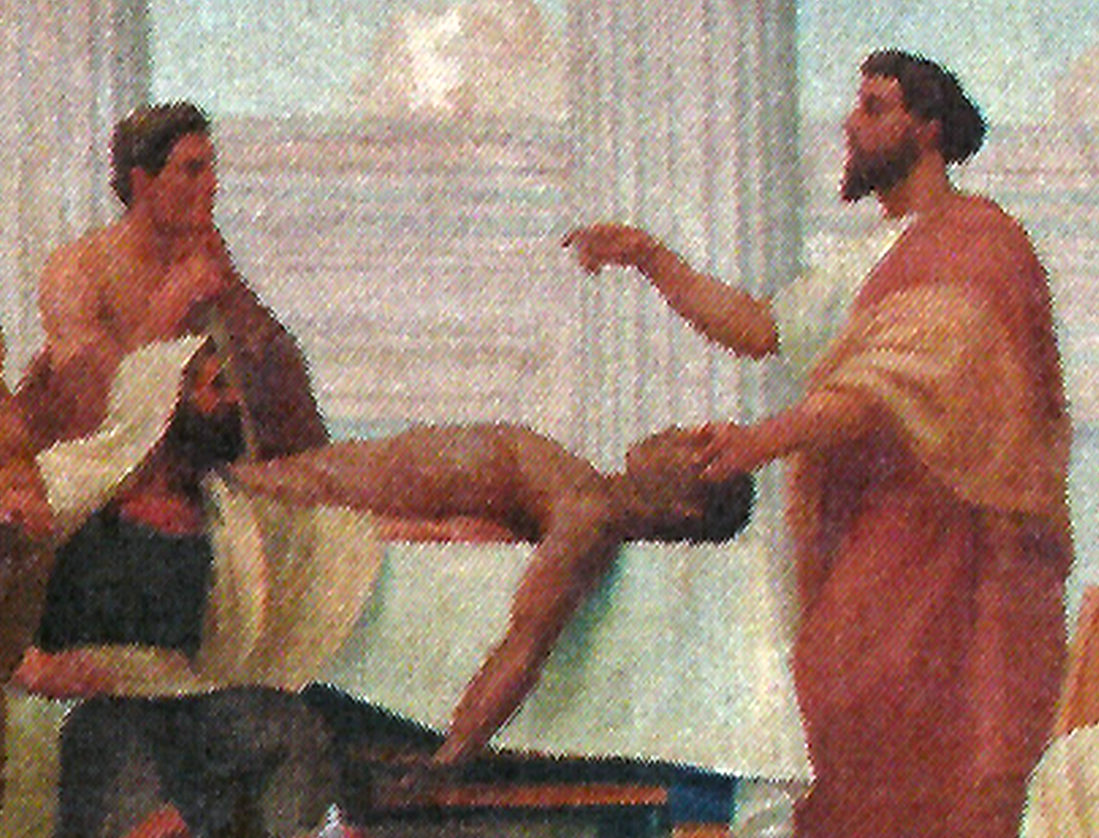
Herofilos (vpravo) vyučuje anatomii. Veloso Salgado, 1906

Herofilos se zajímal o játra, která porovnával mezi sebou. Všiml si, že se liší velikostí, tvarem a že se občas vyskytují vpravo.
Praxagoras nakreslil rozdíl mezi vénami a arteriemi a považoval puls za důležitou součást diagnózy a terapie. Herofilos jeho práci rozvinul a napsal pojednání na toto téma. Začal používat čtyři hlavní indikace pulzu: velikost, síla, rychlost a rytmus. Vedle normálního pulzu rozeznával jeho další tři podoby: pararytmický, heterorytmický a eurytmický a jako první ho klinicky využíval (měřením pomocí vodních hodin – klepsydry). Tvrdil, že pulz není ovládán vůlí a je způsobený kontrakcí a dilatací arterií v souladu s impulzy jdoucími ze srdce. Všiml si také existence systoly a diastoly. Domníval se, že respirace je následována čtyřstupňovým cyklem, který zahrnuje příjem čerstvého vzduchu, jeho distribuci po těle, výdej použitého vzduchu z těla a vypuzení. Jeho znalost plicního krevního oběhu nebyla velká.
Herofilos podrobně studoval gynekologii. Jeho pojednání o porodnictví popisuje ovarium, uterus, cervix a vejcovody. Mužskými pohlavními orgány se nezabýval.
Zavedl několik medicínských termínů, které se stále používají. Jeho jméno nese dodnes soutok žilních splavů dutiny lebeční (torcular Herophili). Název duodenum odvodil z velikosti a zařadil ho jako první část tenkého střeva. Byl prvním, kdo separoval chylové cévy.